# Mínim de Dalton

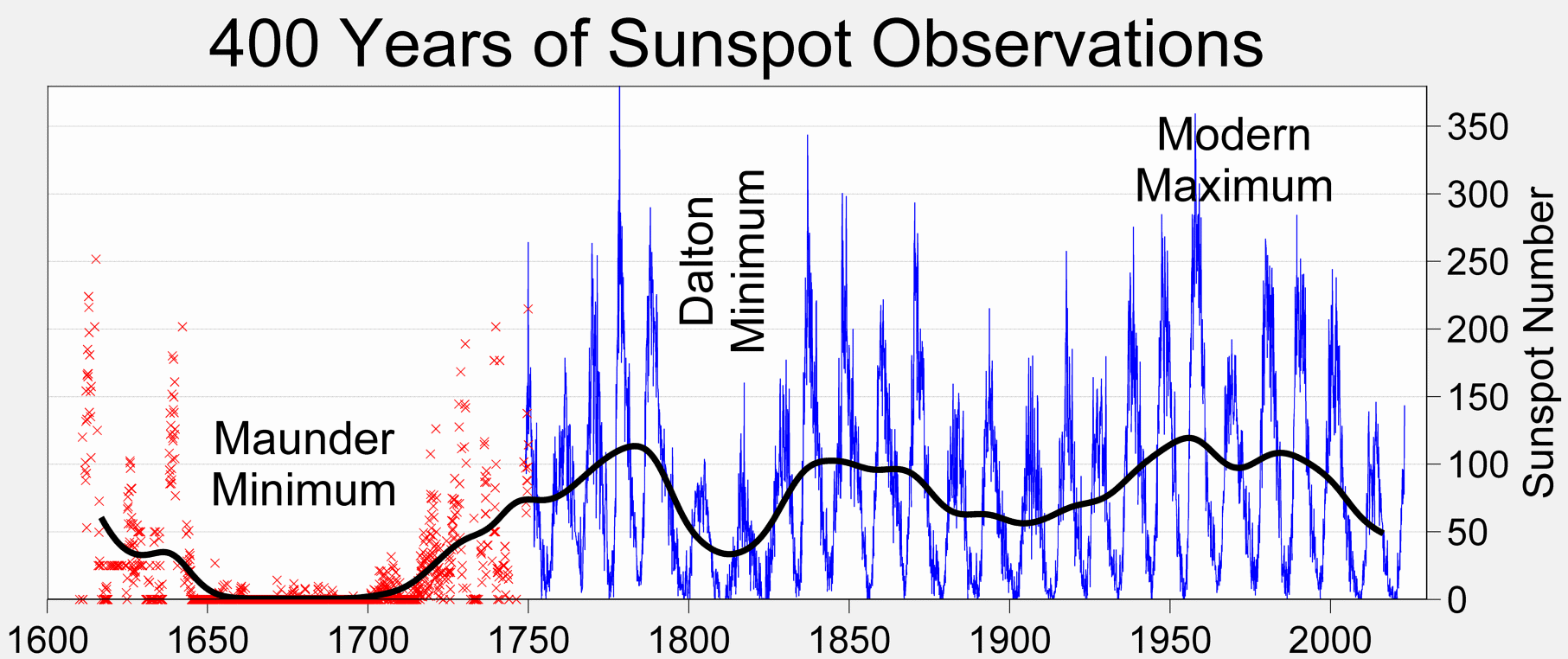
El mínim de Dalton en els 400 anys d'història registrada del nombre de taques solars

El mínim de Dalton fou un període de baixa activitat solar que durà de 1790 a 1830. Pren el nom del meteoròleg britànic John Dalton. Com el mínim de Maunder i el mínim de Spörer, el mínim de Dalton coincidí amb un període de temperatura global per sota de la mitjana. Durant aquest període hi hagué una variació de temperatura d'aproximadament 1 °C.
La causa exacta de la temperatura més baixa del normal durant aquest període no se sap completament. Alguns estudis han suggerit que l'augment de vulcanisme fou en gran part responsable del refredament.
Durant l'any sense estiu, al 1816 i durant el mínim de Dalton, la raó principal per a les temperatures fredes d'aquest any fou la colossal erupció del mont Tambora a Indonèsia, una de les dues més grans erupcions dels últims 2.000 anys.